# Markus Ebner
Markus Ebner (Ingolstadt, 9 de noviembre de 1970) es un deportista alemán que compitió en snowboard, especialista en las pruebas de eslalon y campo a través.
Ganó dos medallas en el Campeonato Mundial de Snowboard, oro en 1999 y plata en 2001.

## Medallero internacional
| Campeonato Mundial | Campeonato Mundial            | Campeonato Mundial | Campeonato Mundial |
| Año                | Lugar                         | Medalla            | Competición        |
| ------------------ | ----------------------------- | ------------------ | ------------------ |
| 1999               | Berchtesgaden (Alemania)      | Medalla de oro     | Eslalon gigante    |
| 2001               | Madonna di Campiglio (Italia) | Medalla de plata   | Campo a través     |